# کارلوس خاویر نتو
کارلوس خاویر نتو (انگلیسی: Carlos Javier Netto؛ زادهٔ ۲۴ ژوئیهٔ ۱۹۷۰) بازیکن فوتبال اهل آرژانتین است.
از باشگاه‌هایی که در آن بازی کرده‌است می‌توان به باشگاه فوتبال ریور پلاته اشاره کرد.
وی همچنین در تیم ملی فوتبال آرژانتین بازی کرده‌است.